# A szovjet csapatok kivonulása Magyarországról

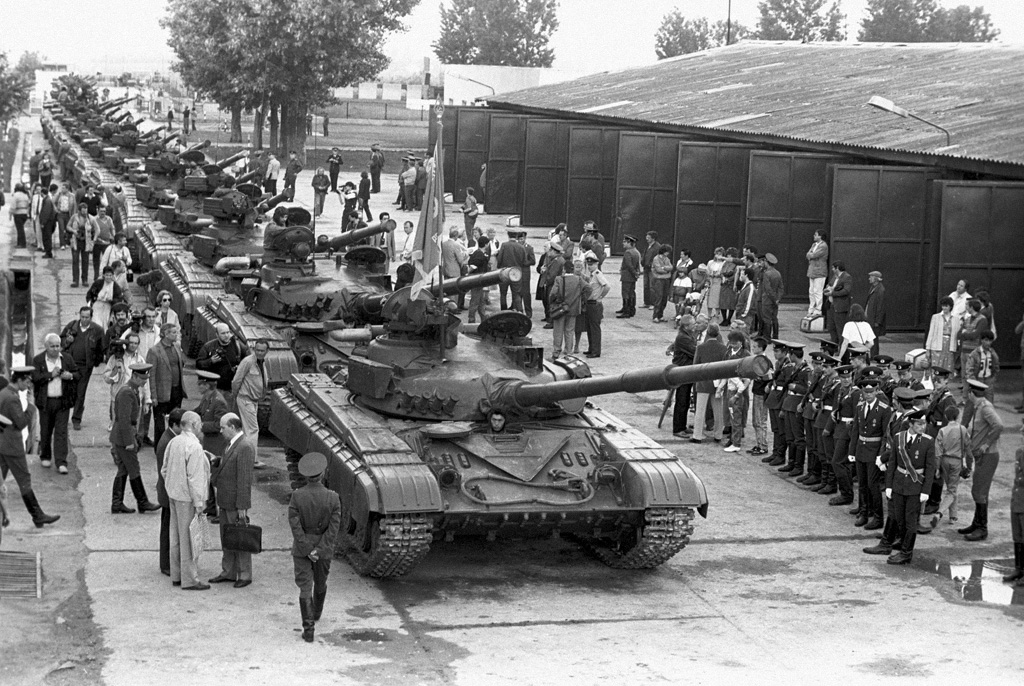
Szovjet T–64 harckocsioszlop a kivonuláskor

A szovjet csapatok kivonulása Magyarországról a rendszerváltás idején, 1990. március 12-e és 1991. június 16-a között zajlott le. Az eseményt megelőző államközi tárgyalások eredményei az 1990. március 10-én, Horn Gyula magyar és Eduard Sevardnadze szovjet külügyminiszter által aláírt egyezmény alapján váltak valóra. 47 évig tartó megszállás után Viktor Silov altábornagy volt az utolsó szovjet katona, aki a megszálló Szovjet Hadsereg tagjaként Záhonynál elhagyta Magyarország területét. Ennek emlékére az Országgyűlés a 2001. évi XVII. törvényben nemzeti emléknappá nyilvánította június 19. napját. (Ehhez kötődően június utolsó szombatja a magyar szabadság napja.)

## Előzmények

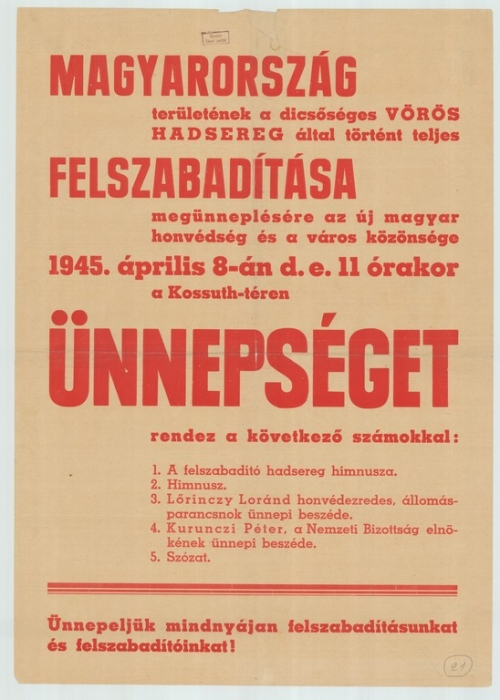
A „felszabadítás” és a „felszabadítók” ünnepségének 1945-ös hirdetménye

### 1944–1945: bevonulás, Magyarország elfoglalása

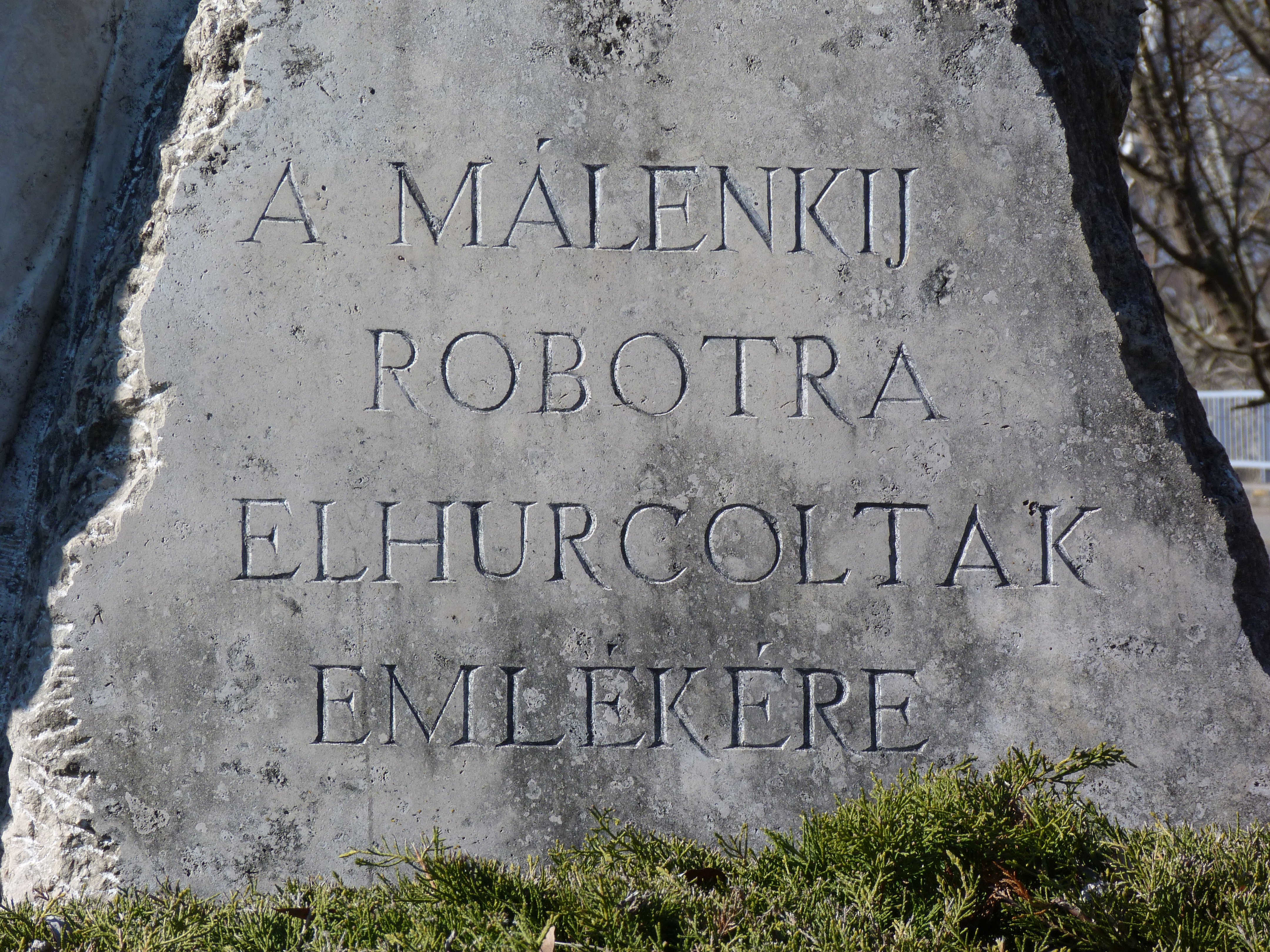
Vásárosnamény - málenkij robotra elhurcoltak emlékműve

A szovjet Vörös Hadsereg és a vele szövetséges román, bolgár és jugoszláv haderő (a 3. jugoszláv hadsereg (kötelékében a vajdasági magyarokból szervezett magyar vezényleti nyelvű Petőfi-brigáddal), az 1. bolgár hadsereg, illetve az 1. és a 4. román hadsereg) 1944–1945 folyamán, a második világháború végén foglalta el Magyarországot, kiűzve a Wehrmacht német katonáit és a velük szövetséges haderőt, amit akkor és utána negyvennégy évig hivatalosan felszabadításnak neveztek. A háborút lezáró 1947-es párizsi békeszerződés 22. cikkelye értelmében minden szövetséges sereget vissza kellett vonni a szerződés hatályba lépését követő 3 hónapon belül, de ugyanez a rendelkezés megengedte a szovjet kormánynak, hogy olyan fegyveres erőket tartson Magyarországon, „amelyre szüksége lehet ahhoz, hogy a Szovjet hadseregnek az ausztriai Szovjet megszállási övezettel való közlekedési vonalait fenntartsa.”
A kapcsolattartásra, az utánpótlás biztosítására, a telefon- és útvonalak őrzésére elegendő lett volna 2-3 lövész hadosztály is, de a szovjetek ennél jóval nagyobb haderővel voltak jelen Magyarországon. A megszálló csapatok nemcsak a fő közlekedési utak mentén állomásoztak, hanem azoktól távolabb is letelepedtek.

## Története
A Munkás-paraszt Vörös Hadsereg és szövetségesei a második világháború végén, 1944–1945-ben foglalták el Magyarországot. Az 1956-os forradalom után a Kádár-rendszer fennmaradását szavatoló alakulatok az 1957-ben kötött magyar-szovjet egyezmény alapján több mint három évtizedig maradtak az országban.
Az időközben Szovjet Hadseregre átnevezett haderőt két ütemben vonták ki. A nagyhatalmak fegyverzetcsökkentési tárgyalásainak megfelelően 1989. április 25-e és május 28-a között több mint 10 000 katona, közel 300 harckocsi és 150 páncélozott harcjármű távozott részleges csapatkivonás keretében.
A kivonulást Matvej Burlakov tábornok készítette elő, akit ezután a Nyugati Hadseregcsoport élére neveztek ki. A szovjet főtárgyaló, Burlakov tábornok nyilatkozata szerint a szovjet hadsereg a kivonulás előtti időszakaban 16 000 lakást épített fel, és évente több mint 3 milliárd forintot (vagyis 48 millió dollárt) költött a karbantartásra, a közösségi szolgáltatásokra és a közlekedésre Magyarországon. Burlakov úgy nyilatkozott, hogy csak a katonai nyomás az egyetlen módja annak, hogy bármit is elérhessenek a tárgyalások során. Für Lajos magyar honvédelmi miniszter a Népszabadságnak nyilatkozva erre úgy válaszolt, hogy "Ez az ő logikája, és nem tudjuk elfogadni." 
Burlakov vezérezredes, az Izvesztyijának adott nyilatkozatában kijelentette: „Ha Magyarország nem lesz hajlandó fizetni azokért az épületekért, amelyeket a szovjet katonák kiürítenek, a szovjet fél a csapatkivonást leállítja”.
Az 1990. március 10-én kötött megállapodás után két napon belül elkezdődött, és több mint egy évig tartott a teljes kivonulás. Mintegy 100 000 szovjet állampolgárt, 27 000 gép- és harcjárművet, 230 ezer tonna lőszert és 100 ezer tonna üzemanyagot szállítottak el közel másfél ezer vasúti szerelvényen. Az utolsó vonat 1991. június 16-án hagyta el Magyarországot a Záhony–csapi vasúti határátkelőn. Viktor Silov altábornagy, a Déli Hadseregcsoport parancsnoka június 19-én távozott fekete Volgáján civilben, diplomata útlevéllel.
A kivonást követő pénzügyi elszámolás közel másfél évig húzódott. A nullszaldós megállapodást 1992. november 11-én írták alá.
A magyar Országgyűlés 2001. május 8-án fogadta el a 2001. évi XVII. törvényt, amely az ország szuverenitása visszaszerzésének emlékére június 19-ét nemzeti emléknappá, június utolsó szombatját pedig a magyar szabadság napjává nyilvánította.

### 1955–1957: a megszállás legalizálása
Mivel 1955. május 15-én aláírták az osztrák államszerződést, a békeszerződés szerint a szovjet katonáknak Magyarország területét is el kellett volna hagyniuk. Ezt elkerülendő egy nappal korábban, május 14-én aláírták a Varsói Szerződést, de az sem foglalkozott konkrétan a szovjet csapatok idegen országban történő állomásoztatásával, hanem a kiegészítő egyezménye szerint „az Egyesített Fegyveres Erők elhelyezése a szerződésben részt vevő államok területén, az említett államok közötti megegyezés szerint és a kölcsönös védelem szükségleteinek megfelelően történik majd”. Az Ausztriából kivont szovjet erőkből létrehozott Különleges Hadtest 1956 nyarára elkészítette a rendszerellenes megmozdulás esetén végrehajtandó karhatalmi feladatokat tartalmazó Hullám fedőnevű hadműveleti tervet.

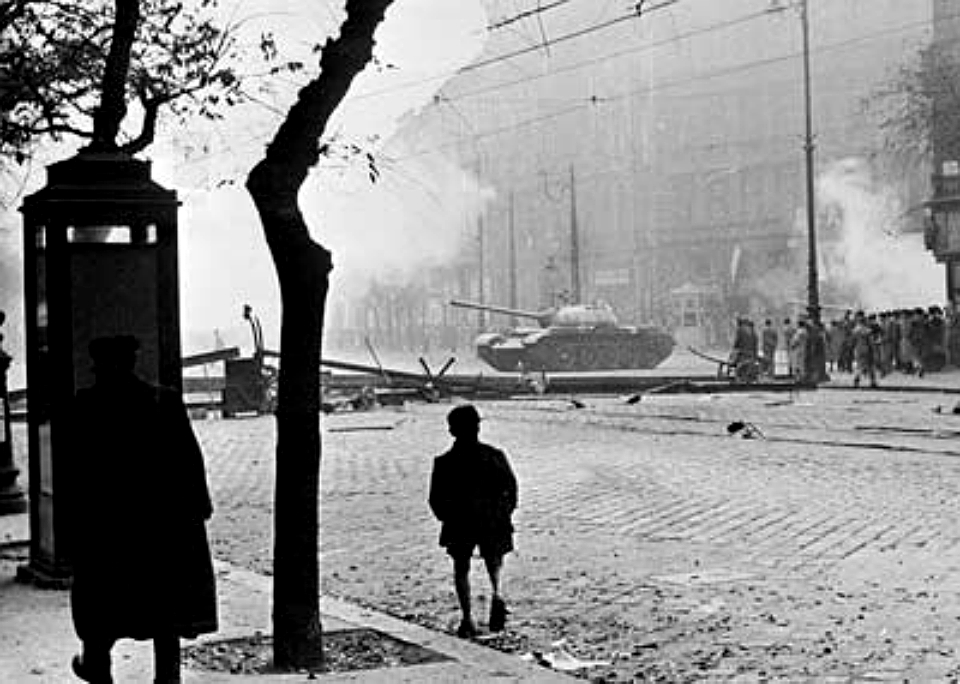
Szovjet harckocsi Budapesten, 1956-ban

Az 1956-os forradalom újabb változásokat hozott: amikor Nagy Imre november 1-jén a rádióban bejelentette Magyarország semlegességét, azzal megszűnt a szovjet csapatok további itt állomásoztatásának a jogalapja. Ennek ellenére (vagy éppen ezért) a forradalom leverésére november 4-én újabb jelentős szovjet haderő érkezett az országba, velük együtt már mintegy 60-65 ezer fő diszlokált itt.
1957 elején létrehozták a szovjet hadsereg Déli Hadseregcsoportját, amelyet közvetlenül a Szovjetunió honvédelmi minisztériuma irányított. A magyar kormány az 1957. januári nyilatkozatában hangsúlyozta, hogy a szovjet csapatok további jelenlétét „a két ország baráti, testvéri és szövetséges viszonyának megfelelően a magyar és a szovjet kormány baráti tárgyalások útján kívánja rendezni”, ezért az év elején a Szovjetunióban Münnich Ferenc vezetésével katonai küldöttség tárgyalt a Magyar Néphadseregről és a szovjet csapatok feladatairól az új helyzetben.
1957. május 27-én Horváth Imre külügyminiszter és Révész Géza honvédelmi miniszter, valamint Gromiko külügyminiszter és Zsukov hadügyminiszter aláírta „a Magyar Népköztársaság területén ideiglenesen tartózkodó szovjet csapatok jogi helyzetét” rögzítő egyezményt (kihirdetve: 1957. évi 54. tvr), amely kimondja, hogy „a jelenlegi nemzetközi helyzetben (…) a szovjet csapatoknak a Magyar Népköztársaság területén való ideiglenes tartózkodása az esetleges agresszió elleni közös védekezés biztosítására célszerű és megfelel a nemzetközi egyezményeknek”.
A Magyar Szocialista Munkáspárt Központi Bizottságán az 1957. június 22-i ülésén megerősítette a szovjetek Magyarországon való tartózkodását és több mint három évtizedig ez maradt a hivatalos álláspont az „ideiglenesen” hazánkban állomásozó szovjet katonákkal kapcsolatban.

### 1985–1988: a hidegháború vége

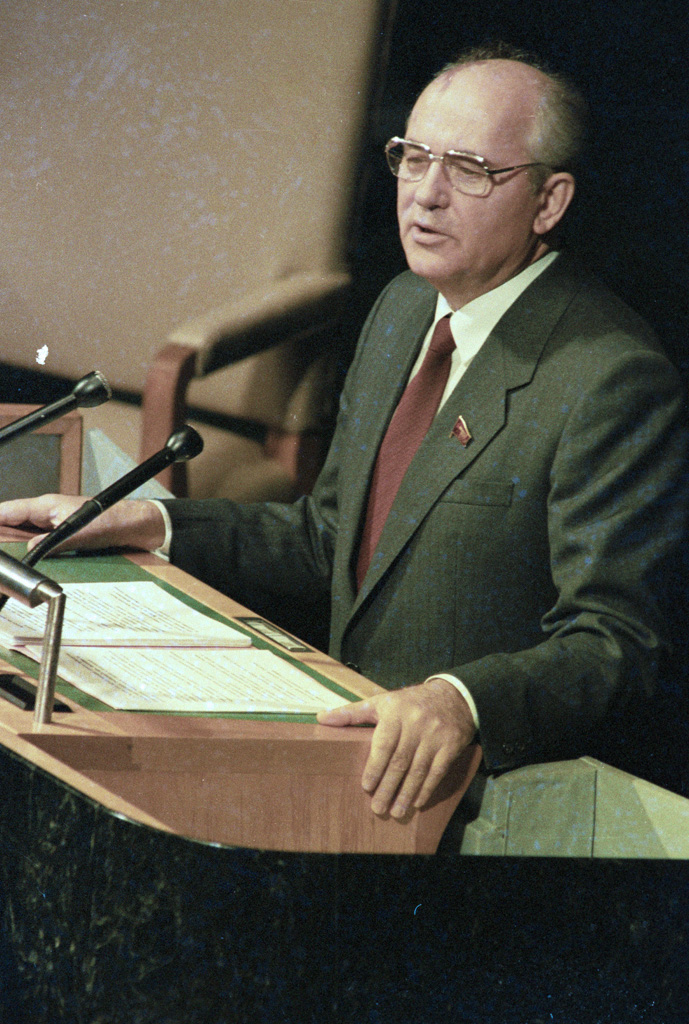
Gorbacsov az ENSZ Közgyűlésének 1988-as megnyitóülésén

A hidegháborús fegyverkezési versenyt politikai és gazdasági okokból a nyolcvanas évekre már nem tudta és nem is akarta folytatni az átalakuló Szovjetunió. Az 1985-ben meghirdetett peresztrojka során nagyszabású reformok indultak és érdemben megkezdődtek a nagyhatalmak közötti tárgyalások a haderők csökkentéséről. 1986. április 18-án Mihail Gorbacsov bemutatta a Szovjetunió hagyományos fegyverzetcsökkentési tervét az Atlanti-óceán és az Ural közötti területen. A Varsói Szerződés 1986. június 11-i budapesti tanácskozásán véglegesedett leszerelési javaslat szerint mindkét katonai tömb a következő egy-két évben 110–150 000 fővel, majd 1990-ig további 25%-kal csökkentette volna létszámát. Ronald Reagan négy alkalommal találkozott a szovjet pártfőtikárral, akivel 1987-ben átfogó leszerelési egyezményt írt alá.
Gorbacsov az 1988. márciusi jugoszláviai útján, majd a júniusi XIX. pártkonferencián is úgy nyilatkozott, hogy a Szovjetunió szakít a Prágai tavasz leverésének idején, 1968-ban bevezetett Brezsnyev-doktrínával, és tiszteletben tartja a szocialista államok szuverenitását. A főtitkár az ENSZ Közgyűlésének 1988. december 7-i ülésén bejelentette, hogy 1991-ig a Közép-Kelet-Európában állomásozó csapatainak létszámát körülbelül félmillióval csökkenti, ezért hat harckocsi hadosztályt, 5 ezer harckocsit és 50 ezer katonát vonnak ki az NDK, Csehszlovákia és Magyarország területéről, ezzel egyidejűleg a Szovjetunió európai területén állomásozó haderő létszámának és fegyverzetének csökkentését is megígérte.

### Szovjet csapatok Magyarországon
1988 végén a Déli Hadseregcsoport 64 ezer fős állománya mintegy 100 helyőrségben, körülbelül 6000 ingatlanban állomásozott. A két harckocsizó hadosztály parancsnoksága Esztergomban és Hajmáskéren (Veszprém mellett) volt, a két gépesített lövészhadosztályé pedig Székesfehérváron és Kecskeméten. A harcászati rakétaosztály Baj körzetében, a hadműveleti-harcászati rakétadandár Dombóvár térségében helyezkedett el. A szovjet katonai repülőterek Debrecenben, Kiskunlacházán, Kunmadarason és Sármelléken működtek, a helikopteregységek repülőtere Kalocsán volt, Mezőkövesden pedig tartalék repülőtér volt.

## Kivonulás

### 1988-1989: részleges csapatkivonás és a tárgyalások megkezdése
Grósz Károly az MSZMP központi biozottságának 1988 szeptember 27-ei ülésén a "Tájékoztató időszerű külpolitikai és nemzetközi kérdésekről" című napirendi pont keretében említette meg először, hogy Gorbacsov-val folytatott megbeszélésén szóba került a szovjet csapatok kivonásának időpontja. A szovjet vezető a részleges csapatkivonásról szóló előző évi bejelentése után az 1989. március 2-3-án Moszkvában tárgyaló Németh Miklós miniszterelnök a saját elmondása szerint titokban megegyezett a szovjet pártfőtitkárral a teljes csapatkivonásról. A magyar kormányfő visszaemlékezése szerint a megállapodást nem hozták nyilvánosságra, hogy ne gyengítsék a Szovjetunió pozícióit az USA-val folytatott fegyverzetkorlátozási tárgyalásokon. Ezt a megállapodást Németh Miklós visszaemlékezésén kívül sem magyar, sem szovjet források nem támasztják alá, szovjet részről a teljes csapatkivonás gondolatának felvetése először egy belső feljegyzésben, fél évvel később, 1989 októberében igazolható.
A részleges csapatkivonás keretében 1989. április 25. és május 28. között a bejelentésnek megfelelően elhagyta Magyarországot a veszprémi 13. harckocsizó gárda-hadosztály (10 400 katona, közel 300 harckocsi, 150 páncélozott harcjármű, valamint a szárazföldi tüzérségi technika 90%-a). Sárbogárdról és Debrecenből is kivonták a szovjet alakulatokat, de mindkét helyőrségbe telepítettek katonákat a Nyugat-Dunántúlról.
Ebben az évben hivatalos és nem hivatalos formában több helyen is felvetették a további haderő-csökkentés kérdését. Március végén Gorbacsov és Grósz Károly elvi megállapodást kötött a részleges csapatkivonás folytatásáról, amit csak a júliusi moszkvai tárgyalás után hoztak nyilvánosságra. Május 16-án az MSZMP Politikai Bizottsága arról tanácskozott, hogy a Varsói Szerződés Politikai Tanácskozó Testülete következő ülésén terjesszék elő a Magyarországon állomásozó szovjet haderő kivonásának ügyét. Grósz Károly és Nyers Rezső a július 24–25-i moszkvai látogatásukon kérték a márciusi megállapodás megerősítését és a szovjet katonai létszám további csökkentését szorgalmazták, amivel a szovjet vezetés is egyetértett, de a teljes csapatkivonás lehetősége még ekkor sem merült fel.

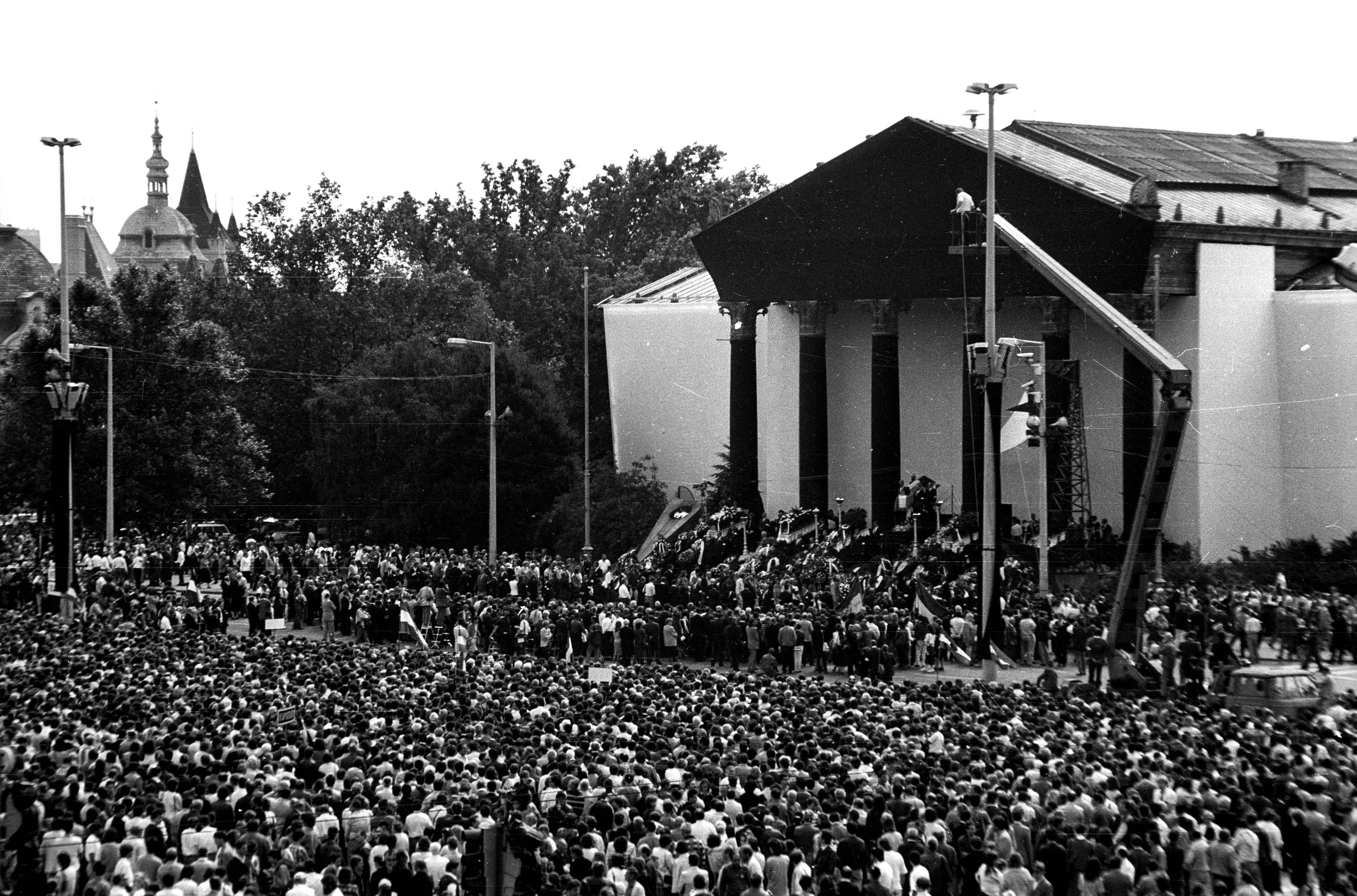
Nagy Imre és társainak újratemetése a Hősök terén

1989. március 15-én országszerte tüntetések zajlottak, Budapesten a Magyar Televízió hajdani székházának főbejárati lépcsőjén Cserhalmi György mondta el a több tízezres tömegnek a számos ellenzéki szervezet által megfogalmazott 12 pontot, melynek 9. követelése a következő volt: "Semleges, független Magyarországot. Vonják ki a szovjet csapatokat hazánk területéről. Töröljék a magyar ünnepek sorából november 7-ét." Május 7-én az MDF kezdeményezésére lakossági fórumon követelték a debreceni szovjet katonai repülőtér bezárását. Június 15-én a Fidesz szervezésében kétszázan tüntettek a szovjet nagykövetségnél a csapatkivonásért. A Nagy Imre június 16-i újratemetésén elmondott beszédekben is megjelent a csapatkivonás igénye. Rácz Sándor beszédében a magyar társadalom előtt álló  legnehezebben kezelhető akadálynak nevezte a szovjet csapatok jelenlétét Magyarország területén, kérve a "világ valamennyi becsületes emberét, közösen segítsük hozzá a Szovjetuniót, hogy minél hamarabb kivonhassa csapatait magyar hazánk területéről." Ezt követően Orbán Viktor olyan kormányt követelt, amely „azonnali tárgyalásokat kezd az orosz csapatok kivonásának haladéktalan megkezdéséről”. (Az állambiztonság és a pártvezetés tartott tőle, hogy a radikálisan hangzó beszéd problémákat okozhat a már folyamatban lévő tárgyalásokban.) November 4-én, a szovjet hadsereg 1956-os bevonulásának 33. évfordulóján a Magyar Október Párt és a Magyar Radikális Párt a szovjet nagykövetség előtt követelte a szovjet csapatok azonnali és feltétel nélküli kivonását.
Moszkvában először 1989. október 14-én merült fel hivatalosan a teljes csapatkivonás gondolata, amikor Georgij Sahnazarov, Gorbacsov közeli munkatársa és tanácsadója azt javasolta, hogy Lengyelországból, Csehszlovákiából és Magyarországról az összes szovjet katonát hívják vissza, mert „az ezekben az országokban állomásozó egységek katonai jelentősége jelen körülmények között csekély.(…)" Lényegében az ellenzéki erők elrettentésére szolgáltak, ami mostanra tárgytalanná vált.” A szakértő hozzátette, hogy az új lengyel és magyar kormány hamarosan követelni fogja a teljes csapatkivonást, amit jobb lesz megelőzni.
1989 őszén vitték ki Magyarországról a tapolcai rakétaalakulat közelében, Nagyvázsony és Tótvázsony környékén állomásozó mozgó rakétabázison tárolt atomtölteteket is.

### 1990: egyezmény a teljes kivonásról
Németh Miklós magyar és Nyikolaj Rizskov szovjet miniszterelnök 1990. január 9-én Szófiában, a KGST 45. ülésszakán elvi megállapodást kötött a teljes csapatkivonás ütemtervéről. További egyeztetések után, február 1-jén kezdődtek meg Budapesten a kivonulásról szóló tárgyalások Somogyi Ferenc külügyminisztériumi államtitkár és Ivan Aboimov külügyminiszter-helyettes vezetésével. A hosszú tárgyalássorozat végén 1990. március 10-én Horn Gyula magyar és Eduard Sevardnadze szovjet külügyminiszter által Moszkvában aláírt egyezmény szerint a szovjet hadsereg 1991. június 30-áig kivonja Magyarországról a teljes személyi állományát, a szovjet állampolgárságú polgári személyeket, valamint elszállítja a fegyverzetet, a harci technikát és az anyagi eszközöket. A megbeszélések utolsó szakaszában megfigyelőként részt vett a választásokra készülő, országos listát állító pártok képviseletében Demszky Gábor (SZDSZ), Kósa Lajos (Fidesz) és Raffay Ernő (MDF) is, akik nehezményezték, hogy az elfogadott dokumentumban nem szerepel, hogy a szovjet csapatok magyarországi tartózkodásának nem volt jogalapja.
A kormányközi megállapodást a 97/1990. (V. 29.) MT rendelet hirdette ki Magyarországon. A dokumentum bevezetője rögzíti, hogy a csapatkivonás az ENSZ és az EBEÉ alapelvei szerint történik (beleértve a szuverenitás és a belügyekbe való be nem avatkozás elvének tiszteletben tartását). A megállapodás a szovjet haderő jogi státuszával és magyarországi tartózkodásával kapcsolatos vagyonjogi, pénzügyi és egyéb kérdésekben az 1957-es egyezményre hivatkozik, a vitatott ügyeket a Magyar–Szovjet Vegyesbizottság hatáskörébe utalja. A megegyezés utolsó pontja leszögezi, hogy a Varsói Szerződésből eredő és egyéb nemzetközi kötelezettségek változatlanok maradnak Magyarország és a Szovjetunió között. Az egyezmény melléklete tartalmazza a kivonulás ütemtervét.
| Fsz.                                   | Magasabb egységek                            | Helyőrségek                                                                | Berakó- állomások                                                          | Vonatok száma | 1990  | 1990 | 1990 | 1990 | 1990 | 1990 | 1990   | 1990 | 1990 | 1990 | 1991 | 1991  | 1991  | 1991 | 1991 | 1991 | 1991 |
| -------------------------------------- | -------------------------------------------- | -------------------------------------------------------------------------- | -------------------------------------------------------------------------- | ------------- | ----- | ---- | ---- | ---- | ---- | ---- | ------ | ---- | ---- | ---- | ---- | ----- | ----- | ---- | ---- | ---- | ---- |
| Fsz.                                   | Magasabb egységek                            | Helyőrségek                                                                | Berakó- állomások                                                          | Vonatok száma | márc. | ápr. | máj. | jún. | júl. | aug. | szept. | okt. | nov. | dec. | jan. | febr. | márc. | ápr. | máj. | jún. | júl. |
| 1.                                     | harckocsi hadosztály                         | Esztergom, Komárom, Győr, Tata, Veszprém, Szentendre                       | Esztergom, Komárom, Győr, Tata, Óbuda, Hajmáskér                           | 115           | ⇒     | ⇒    | ===  | ===  | ===  | ===  | ⇒      |      |      |      |      |       |       |      |      |      |      |
| 2.                                     | gépesített lövész- hadosztály                | Székesfehérvár, Pápa, Polgárdi, Lepsény, Sárbogárd, Hajmáskér, Kiskunmajsa | Székesfehérvár, Pápa, Polgárdi, Lepsény, Sárbogárd, Hajmáskér, Kiskunmajsa | 119           | == =  | ⇒    |      |      |      |      | ==     | ===  | ===  | ⇒    |      |       |       |      |      |      |      |
| 3.                                     | gépesített lövész- hadosztály                | Kecskemét, Szeged, Cegléd, Táborfalva, Kiskunhalas, Nagykőrös, Debrecen    | Kecskemét, Szeged, Cegléd, Táborfalva, Kiskunhalas, Nagykőrös, Debrecen    | 116           |       |      |      |      |      |      |        |      |      | =    | ===  | ===   | ⇒     |      |      | ⇒    |      |
| 4.                                     | rakéta egységek                              | Tata, Dombóvár                                                             | Tata, Dombóvár                                                             | 40            | =     | ⇒ =  | ===  | ⇒    |      |      |        |      |      |      |      |       |       |      |      |      |      |
| 5.                                     | légvédelmi egységek                          | Dunaföldvár, Mór, Szolnok, Budapest                                        | Dunaföldvár, Mór, Szolnok, Budapest                                        | 75            |       | ⇒ =  | ===  | ⇒    |      |      |        |      |      |      |      |       |       |      |      |      |      |
| 6.                                     | műszaki egységek                             | Szentendre, Dunaújváros, Etyek                                             | Óbuda, Dunaújváros, Bicske                                                 | 20            |       |      |      | ⇒    |      |      |        |      |      |      | ⇒    |       |       |      |      |      |      |
| 7.                                     | rádió- elektronikai egységek                 | Kecskemét, Piliscsaba                                                      | Kecskemét, Piliscsaba                                                      | 8             |       |      | ==   | ⇒    |      |      |        |      |      |      |      |       |       |      |      |      |      |
| 8.                                     | légierő                                      | Debrecen, Sármellék, Tököl, Kiskunlacháza, Kalocsa, Kunmadaras             | Debrecen, Sármellék, Tököl, Kiskunlacháza, Kalocsa, Kunmadaras             | 249           | ⇒     | ==   | ⇒    | =    | ===  | ⇒    | =      | ⇒    |      |      |      |       | ==    | ===  | ⇒    |      |      |
| 9.                                     | biztosító és kiszolgáló egységek (intézetek) |                                                                            |                                                                            | 213           |       | =    | ===  | ===  | ===  | ===  | ====   | ===  | ===  | ===  | ===  | ===   | ===   | ===  | ===  | ⇒    |      |
| 10.                                    | anyagi készletek                             |                                                                            |                                                                            | 392           | =     | ==== | ===  | ===  | ===  | ===  | ====   | ===  | ===  | ===  | ===  | ===   | ===   | ===  | ===  | ⇒    |      |
| Csapat és anyagszállító vonat összesen | Csapat és anyagszállító vonat összesen       | Csapat és anyagszállító vonat összesen                                     | Csapat és anyagszállító vonat összesen                                     | 1352          | 25    | 61   | 110  | 116  | 116  | 102  | 91     | 92   | 90   | 76   | 78   | 84    | 90    | 82   | 80   | 59   |      |

### 1990–1991: teljes csapatkivonás
A megállapodás után két nappal, 1990. március 12-én elsőként a Veszprém megyei Hajmáskéren állomásozó szovjet harckocsizó alakulat indult haza, majd őket követték a többiek.
A magyar minisztertanács 1990 áprilisában feladattervet fogadott el a kivonási feladatokkal kapcsolatban. A tennivalók koordinálásával Annus Antal vezérőrnagyot, a Magyar Honvédség vezérkari főnökének általános helyettesét bízták meg.
Összesen 100 380 szovjet állampolgár hagyta el Magyarországot, köztük 49 700 (más forrás szerint 44 668) katona, a többi családtag, illetve polgári alkalmazott.
Körülbelül 35 ezer vasúti kocsira volt szükség a szovjet haditechnikai eszközök és katonák szállítására. 27 146 különféle gép- és harcjárművet kellett kivonni, köztük 860 darab harckocsit (T–72, T–64B), 600 db önjáró löveget, mintegy 1500 gyalogsági páncélozott harcjárművet, 196 db önjáró harcászati-hadműveleti rakétarendszert (Luna–M, 8K14). Ezen felül 230 ezer tonna lőszert és 100 ezer tonna üzemanyagot, valamint további 230 ezer tonnányi egyéb anyagot vitt magával a Déli Hadseregcsoport, beleértve a lebontott laktanyák épületeinek elemeit. A hatalmas logisztikai feladathoz Mándokon és Tornyospálcán katonai rakodóbázist létesítettek, ahol széles nyomtávú szovjet vasúti kocsikba rakodták át a szállítmányokat. A másfél ezer szerelvény mozgatása körülbelül 1 milliárd forintos bevételt eredményezett a MÁV számára. 260 szerelvénynek megfelelő anyagot (például: technikai eszközök, üzemanyag, lőszer) a magyar kormány segítségével értékesített a szovjet hadsereg.
A tököli repülőtérről 1991. április 19-én szálltak fel a 36. szovjet légi hadsereg itt állomásozó 201. független repülőszázadának repülőgépei.
Az utolsó, 55 vagonból álló vonat az egyezmény szerinti határidő előtt két héttel, 1991. június 16-án 23.40-kor Mándokról indulva hagyta el Magyarországot a záhony–csapi vasúti határátkelőn. Ugyanitt, a záhonyi közúti Tisza-hídon távozott az utolsó katona, Viktor Silov altábornagy, a Déli Hadseregcsoport parancsnoka június 19-én 15.01-kor civilben, diplomata útlevéllel, fekete Volga 3102 típusú autóban.

## A kivonulás után
| Magyar követelések               | mrd Ft |
| -------------------------------- | ------ |
| talajkár                         | 16,8   |
| vízkár                           | 6,4    |
| hulladékkár                      | 6,2    |
| építési törmelék                 | 4,9    |
| tájkár                           | 8,0    |
| élővilágot ért kár               | 8,7    |
| egyéb környezeti károk, bírságok | 9,2    |
| kártérítések                     | 1,0    |
| bontás, rekultiváció             | 2,9    |
| műemlékekben okozott kár         | 0,7    |
| egyéb károk                      | 1,9    |
| Összesen                         | 66,7   |

### Pénzügyi elszámolás
A csapatkivonással kapcsolatos pénzügyi elszámolás hosszasan elnyúló tárgyalássorozattal járt. A szovjetek kezdetben több mint 50 milliárd forintban határozták meg a csaknem 60 helyőrségben, katonavárosban szovjet pénzeszközökből felépített és itt hagyott épületek, beruházások értékét, amit ők szovjet tulajdonnak tekintettek.
A magyar fél követelésének egy részét a körülbelül 2000 bérbe vett épület felújításának, karbantartásának elmaradásából származó mintegy 29-30 milliárd forintos kár tette ki, másrészt a környezetben (például a vízben, talajban, élővilágban), valamint a műemlékekben esett kár is jelentős volt.
Az egyeztetések sokáig nem vezettek eredményre. Az utolsó tárgyalás 1991. augusztus 14-én és 22-én, a szovjetek kivonulása után történt, amikor a szovjet követelés 53,4 milliárd forintnál tartott, míg a magyar kártérítési igény változott: az elmaradt állagmegóvás miatti kárigény 14,3 milliárdra csökkent, de többszörösére nőtt a környezetszennyezés és a műemlékekben okozott kár miatti követelés, aminek a tizedét sem ismerték el a szovjetek.
Az ügyben hónapokig nem történt előrelépés, amiben közrejátszott többek között a Gorbacsov elleni puccs, a Szovjetunió felbomlása és a FÁK megalakulása. Végül a kivonulás után majdnem másfél évvel, 1992. november 11-én Borisz Jelcin budapesti látogatásán írták alá a nullszaldós megállapodást.

### Átadott épületek, ingatlanok
A szovjet hadsereg 94 helyőrségben 328 ingatlant hagyott hátra. Az objektumok őrzését először a Magyar Honvédség végezte több ezer sorkatona részvételével. Később az ingatlanok a pénzügyminisztérium irányítása alá tartozó, zárolt állami vagyont kezelő  Állami Privatizációs és Vagyonkezelő Rt.-hez (2007 óta Magyar Nemzeti Vagyonkezelő Zrt.) kerültek, és az őrzés-védelmi feladatokat nyugdíjas vagy leszerelt rendőrökből, katonákból alakult biztonsági szolgálatok vették át.
Az átadott ingatlanok sorsa nagyon eltérő: egy részét hagyták teljesen elpusztulni (mint például a kunmadarasi repülőteret vagy a szentkirályszabadjai laktanyát), másokat sikeresen hasznosítottak polgári célra (Hévíz-Balaton nemzetközi repülőtér Sármellék mellett, Mátyásföldi laktanya). A Komárom melletti Monostori erőd, a Déli Hadseregcsoport egykori legnagyobb közép-európai lőszerraktára ma látogatható műemlékként működik.
2011-ben Berekfürdőn nyílt meg A szovjet repülőtér titkai című kiállítás, melyen a kunmadarasi, kalocsai, kiskunlacházi, sármelléki és tököli repülőterekről származó szovjet eszközöket, fegyvereket, egyenruhákat lehet megtekinteni.

### Megemlékezés

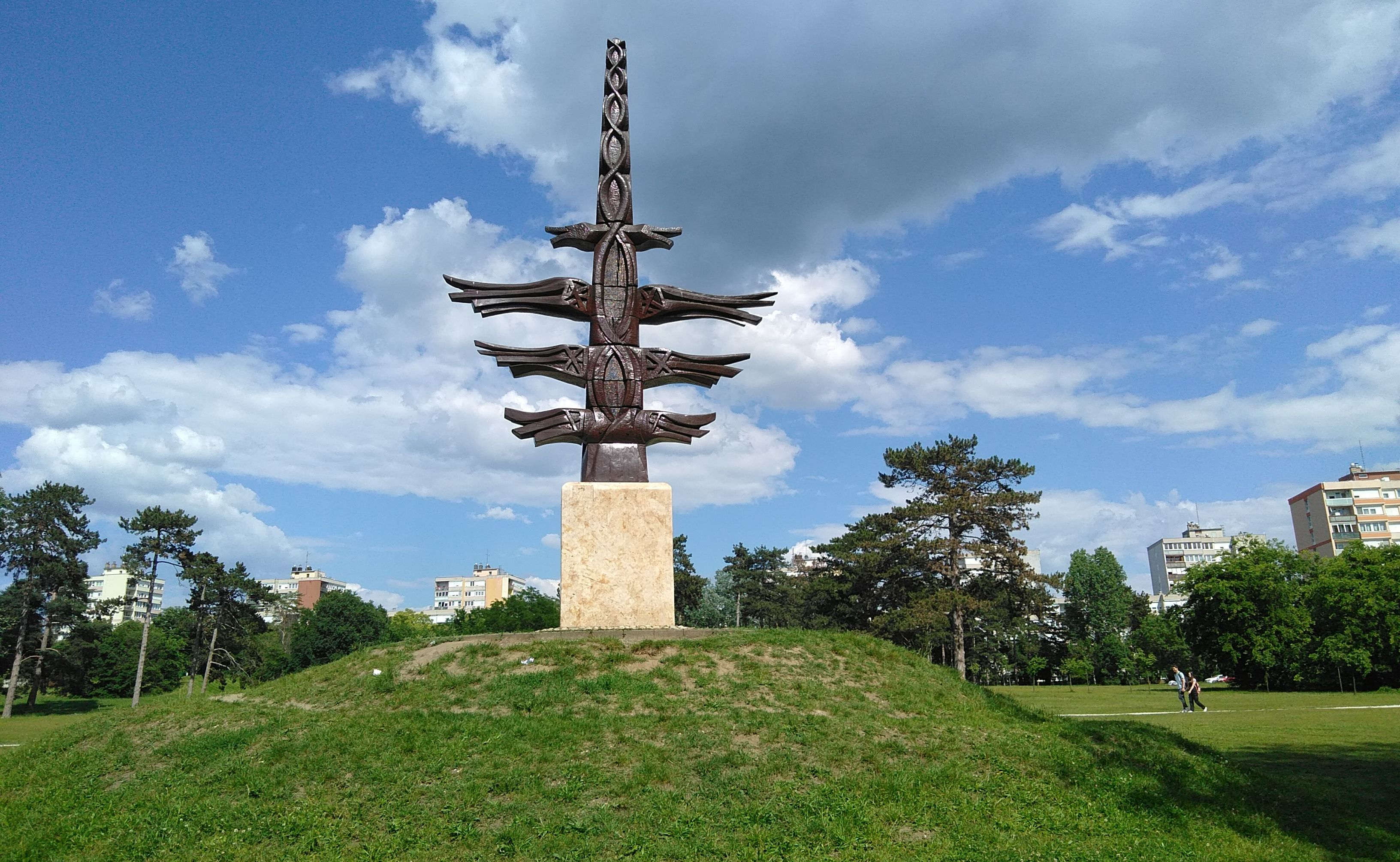
A Világfa Gödöllőn

Az Országgyűlés 2001. május 8-án fogadta el a 2001. évi XVII. törvényt az ország szabadsága visszaszerzésének jelentőségéről és a magyar szabadság napjáról, amely június 19-ét nemzeti emléknappá, június utolsó szombatját pedig a magyar szabadság napjává nyilvánította.
A magyar szabadság napját országszerte sok helyen ünneplik évente. Gödöllőn, az Alsóparkban, a kivonulás első évfordulójára felállították Velekei József Lajos alkotását, a Világfát. Azóta minden évben, június utolsó szombatján itt tartják az ünnepi megemlékezést.
A Magyar Szabadság Napja Alapítvány a millennium évében megalapította a Magyar Szabadságért díjat. Az elismerést olyan személyek kaphatják meg, akik az elmúlt évtizedekben nagyban hozzájárultak Magyarország függetlenségéhez, önállóságához, a magyarság megmaradását szolgáló alkotások létrehozásához.
A fővárosban 1991 óta a Budapesti Búcsú elnevezésű rendezvénysorozattal emlékeznek a kivonulásra. Ilyenkor a közterületeken (Clark Ádám tér, Széchenyi István tér, Hősök tere, Kós Károly sétány) kulturális fesztivált, szabadtéri előadásokat, utcaszínházi műsorokat, komolyzenei koncerteket tartanak, az Óbudai-szigeten pedig lovas juniálist.
Az Aurora együttes 1989-ben megjelent Viszlát Iván! és a Pa-dö-dő együttes 1990-ben bemutatott Bye-Bye Szása című dalai ironikus formában emlékeznek meg a szovjet katonák kivonulásáról.